# Tom Welling
Thomas John Patrick Welling (* 26. dubna 1977, Putnam Valley, New York, USA) je americký herec, režisér, producent a model. Nejlépe známý díky roli Clarka Kenta v seriálu Smallville.

## Životopis
Narodil se v New Yorku, poté se jeho rodina postupně stěhovala do Wisconsinu, Delawareu a nakonec se usadili v Michiganu. Věnoval se sportu – baseballu, basketbalu a fotbalu. Jeho mladší bratr Mark Willing je také herec. Má také dvě starší sestry Rebeccu a Jamie.

## Kariéra
Svou kariéru začal jako model, pak hrál v reklamách a videoklipech. Svoji první významnější hereckou roli si odbyl v seriálu Soudkyně Amy. V roce 2001 dostal hlavní roli Clarka Kenta v úspěšném seriálu Smallville o mládí Supermana. V seriálu také sloužil jako výkonný producent a režíroval tři díly. Zahrál si ve filmech Dvanáct do tuctu, v jeho pokračování a ve filmu Mlha. Byl výkonným producentem seriálu Superkočky. Seriál byl zrušený po první řadě. V roce 2013 si zahrál v historickém dramatu Nemocnice Parkland. Po boku Kevina Costnera si zahrál v roce 2014 ve filmu Velký draft. V roce 2016 si zahrál doktora Ryana McCarthyho ve filmu The Choice. V roce 2017 získal jednu z hlavních rolí třetí řady seriálu stanice FOX Lucifer.

## Osobní život
Po čtyřletém vztahu si v roce 2002 vzal svou přítelkyni Jamie White. V roce 2013 Jamie zažádala o rozvod.
V roce 2014 začal chodit s americkou modelkou Jessicou Rose. V dubnu 2018 se zasnoubili. Dne 5. ledna 2019 se jim narodil syn. Dvojice se vzala dne 30. listopadu 2019 v San Ynez v Kalifornii.

## Filmografie

### Film
| Rok  | Název              | Role              | Poznámky                                                    |
| ---- | ------------------ | ----------------- | ----------------------------------------------------------- |
| 2003 | Dvanáct do tuctu   | Charlie Baker     | nominace – Teen Choice Award v kategorii Objev roku - herec |
| 2005 | Mlha               | Nick Castle       |                                                             |
| 2005 | Dvanáct do tuctu 2 | Charlie Baker     |                                                             |
| 2013 | Nemocnice Parkland | Roy Kellerman     |                                                             |
| 2014 | Velký draft        | Brian Drew        |                                                             |
| 2016 | The Choice         | Dr. Ryan McCarthy |                                                             |

### Televize
| Rok       | Název                | Role          | Poznámky |
| --------- | -------------------- | ------------- | --- |
| 2001      | Soudkyně Amy         | Rob Meltzer   | vedlejší role, 6 dílů |
| 2001      | Lovci netvorů        | Oběť          | díl: „The Depths“ |
| 2001      | Kolej, základ života | Tom           | díl: „Prototype“ |
| 2001-2011 | Smallville           | Clark Kent    | hlavní role, 217 dílů, také režisér (7 dílů), výkonný producent (44 dílů) Teen Choice Award v kategorii Nejlepší televizní herec (2009) Teen Choice Award v kategorii Objev roku - televize (2002) nominace – Cena Saturn v kategorii Nejlepší televizní herec (2002–2006) nominace – Teen Choice Award v kategorii Nejlepší televizní herec - sci-fi/fantasy (2010–2011) nominace – Teen Choice Award v kategorii Nejlepší televizní herec - akční (2003–2008) nominace – Teen Choice Award v kategorii Nejlepší televizní herec - drama (2002, 2005) nominace – Teen Choice Award v kategorii Nejlepší televizní chemie (s Kristin Kreuk) (2006) nominace – Scream Award v kategorii Nejlepší superhrdina (2010–2011) |
| 2010–2011 | Superkočky           | –             | výkonný producent (18 dílů) |
| 2015      | Man Fire Food        | Sám sebe      | díl: „Backyard Blowouts“ |
| 2017–2018 | Lucifer              | Marcus Pierce | hlavní role (3. řada), 17 dílů |
| 2019      | Batwoman             | Clark Kent    | díl: „Crisis on Infinite Earths: Part Two“ |
| 2020      | Professionals        | Vincent Corbo | 10 dílů |